# Kang So-ra
 (février 2014).
Si vous disposez d'ouvrages ou d'articles de référence ou si vous connaissez des sites web de qualité traitant du thème abordé ici, merci de compléter l'article en donnant les références utiles à sa vérifiabilité et en les liant à la section « Notes et références ».
Dans ce nom coréen, le nom de famille, Kang, précède le nom personnel.
Kang So-ra (강소라) est une actrice sud-coréenne, née le 18 février 1990.
Elle s'est fait connaître grâce au film Sunny et à son apparition dans la série télévisée We Got Married aux côtés de Leeteuk.

## Biographie
Kang So-ra est repérée par JM company quand elle joue avec ses amis dans une pièce de théâtre[réf. nécessaire]. Elle a eu son rôle dans 4th Period Mystery grâce à Kim So Eun qui a abandonné ce rôle à la dernière minute[réf. nécessaire]. Au début de 2012, elle change d'agence pour KM culture[réf. nécessaire]. Fin 2013, elle rechange d'agence et intègre Will Entrainment[réf. nécessaire].
En 2008, elle a commencé à fréquenter l'université de Dongguk majeure en théâtre.[réf. nécessaire]

## Vie personnelle
Décembre 2016, Kang Sora est en couple avec l'acteur Hyun Bin jusqu’à ce qu’en décembre 2017, ils annoncent leur séparation.
En août 2020, elle annonce son mariage avec un homme non célèbre à la fin du mois.

## Filmographie

### Films
- 2009 : 4th Period Mystery (4교시 추리영역) de Lee Sang-yong : Lee Da-jeong
- 2009 : Kwang-tae's Basic Story (광태의 기초 ) de Ryoo Hyoun-Kyoung : Ji-hyo (court-métrage)
- 2011 : Sunny (써니) de Kang Hyeong-cheol : Choon-hwa
- 2013 : My Paparoti (파파로티) de Yoon Jong-chan : Sook-hee
- 2013 : Cheer Up M. Lee (힘내세요, 병헌씨 ) de Lee Byeong-Hun : Kang Sora (caméo)
- 2020 : Secret Zoo (해치지않아) de Son Jae-gon : Han So-won
- 2021 : Endless Rain

### Séries télévisées
- 2010 : Doctor Champ (닥터 챔프) : Kwon Yoo-ri
- 2010–2011 : Rude Miss Young-ae 7 (막돼먹은 영애씨) : Kang So-ra (saison 8)
- 2011 : Our Women (우리집 여자들) : Hong Yoon-mi
- 2012 : Dream High 2 (드림하이2) : Shin Hye-Sung
- 2013 : Ugly Alert (못난이주의보) : Na Do-hee
- 2014 : Doctor Stranger (닥터 이방인) : Oh Soo-hyeon
- 2014 : Misaeng : An Young
- 2015 : Warm and Cozy : Lee jung-joo
- 2016 : Neighborhood Lawyer : Jo Deul-Ho
- 2017 : Revolutionary Love
- 2023 : Strangers again

## Doublage
- 2012 : Rebelle (Brave) de Mark Andrews et Brenda Chapman : Mérida

## Clips musicaux
- 2009 : Even This Good-Day de Halla Man
- 2009 : Gloria de PK Heman
- 2009 : Merely de Kim Dong-wuk
- 2009 : Blissful Me de Hong Kyung-min
- 2011 : Hello de Huh Gak
- 2011 : I Only Told You I Wanna Die de Huh Gak

## Albums
- 2011 : Bingle Bingle (bande originale du film Sunny)
- 2011 : I Only Told You I Wanna Die (seulement la narration)
- 2012 : We Are The B (bande originale de la série télévisée Dream High 2)

## Distinctions

### Récompenses
- Mnet 20's Choice Awards 2011 : Meilleure performance de l'année pour Sunny
- Buil Film Awards 2011 : Meilleure nouvelle actrice pour Sunny
- Style Icon Award 2011 : Film de l'année pour Sunny
- 48th Baeksang Arts Awards 2012 : Femme la plus populaire pour Sunny
- MBC Entertainment Awards 2012 : Prix de la popularité pour We Got Married (avec Leeteuk)
- SBS Drama Awards 2013 : New Star Award
- Asia Model Festival Award 2014 : Prix de la popularité
- Miss Asia Pacific World Super 2014 : Asia New Star
- 7th Korea Drama Awards 2014: Excellence Award, actress pour Doctor stranger
- Herald Donga Lifestyle Award 2014 : Best Style Award
- Korea Advertisers Association Awards (2015): Best Model Award
- MBC Drama Awards (2015):Excellence Award Actress in Miniseries "Warm and Cozy"

### Nomination
- SBS Drama Awards 2013 : Meilleur couple dans Ugly Alert (avec Lim Ju-hwan)